# Walther Süssenguth
Walther Süssenguth (Schleiz, 28 de fevereiro de 1900 – Berlim, 28 de abril de 1964) foi um ator alemão da era do cinema mudo.

## Filmografia selecionada
- Der Schimmelreiter (1934)
- Stützen der Gesellschaft (1935)
- Augustus the Strong (1936)
- The Green Emperor (1939)
- Zentrale Rio (1939)
- Das Herz der Königin (1940)
- Ohm Krüger (1941)
- Rembrandt (1942)
- Bismarck's Dismissal (1942)
- Captain Wronski (1954)
- Eine Frau genügt nicht? (1955)
- The Czar and the Carpenter (1956)
- Duped Till Doomsday (1957)